# Giuseppe Pepe (politico)
Giuseppe Pepe (Foggia, 10 novembre 1908 – ...) è stato un politico e avvocato italiano.
Storico esponente del Movimento Sociale Italiano in Puglia, fu sindaco di Foggia dal 1952 al 1956 e senatore della Repubblica eletto il 7 maggio 1972 nella VI legislatura. Fu inoltre anche presidente dell'Ordine degli avvocati e dei procuratori di Foggia, e nel 1971 venne nominato commissario liquidatore della Banca popolare di Foggia dal governatore della Banca d'Italia Guido Carli.